# Манастирський Михайло Володимирович
Михайло Володимирович Манастирський (нар. 1 червня 1999, Згарок, Деражнянський р-н, Хмельницька область — 2023) — солдат ЗСУ, учасник російсько-української війни.

## Життєпис
Михайло Манастирський народився 1 червня 1999 року в селі Згарок Деражнянського району Хмельницької області.
Після закінчення школи навчався у ДНЗ «Барський професійний будівельний ліцей» по професії «Штукатур. Лицювальник-плиточник. Маляр» з 2014 по 2017 рік.
Мешкав у селі Згарок Вовковинецької територіальної громади.
Загинув під час російсько-української війни.
Похований 14 січня 2023 року у селі Згарок.
Без Михайла залишилася мама.